# Scheldeprijs 2022 (vrouwen)
De tweede editie voor de Scheldeprijs voor vrouwen werd gehouden op 6 april 2022. De wedstrijd met start en finish in Schoten was 138,1 kilometer en werd, net als in 2021, gewonnen door de Nederlandse Lorena Wiebes van Team DSM in een massasprint.

## Uitslag
| Plaats  | Naam                     | Ploeg                      | Tijd     |
| ------- | ------------------------ | -------------------------- | -------- |
| Winnaar | Lorena Wiebes            | Team DSM                   | 3u21'56" |
| 2       | Chiara Consonni          | Valcar-Travel & Service    | z.t.     |
| 3       | Rachele Barbieri         | Liv Racing Xstra           | z.t.     |
| 4       | Georgia Baker            | Team BikeExchange Jayco    | z.t.     |
| 5       | Barbara Guarischi        | Movistar Team              | z.t.     |
| 6       | Chloe Hosking            | Trek-Segafredo             | z.t.     |
| 7       | Julie De Wilde           | Plantur-Pura               | z.t.     |
| 8       | Letizia Borghesi         | EF Education-TIBCO-SVB     | z.t.     |
| 9       | Anna Trevisi             | UAE Team ADQ               | z.t.     |
| 10      | Charlotte Kool           | Team DSM                   | z.t.     |
| 11      | Marta Jaskulska          | Liv Racing Xstra           | z.t.     |
| 12      | Katrijn De Clercq        | Lotto Soudal Ladies        | z.t.     |
| 13      | Maike van der Duin       | Le Col-Wahoo               | z.t.     |
| 14      | Danique Braam            | Bingoal Casino-Chevalmeire | z.t.     |
| 15      | Sanne Cant               | Plantur-Pura               | z.t.     |
| 16      | Ingvild Gåskjenn         | Coop-Hitec Products        | z.t.     |
| 17      | Eline van Rooijen        | AG Insurance NXTG          | z.t.     |
| 18      | Marion Norbert Riberolle | Plantur-Pura               | z.t.     |
| 19      | Barbara Fonseca          | Saint Michel-Auber 93      | z.t.     |
| 20      | Arianna Fidanza          | Team BikeExchange Jayco    | z.t.     |

Mannen: 1907 · 1908 · 1909 · 1910 · 1911 · 1912 · 1913 · 1914 · 1915 · 1916 · 1917 · 1918 · 1919 · 1920 · 1921 · 1922 · 1923 · 1924 · 1925 · 1926 · 1927 · 1928 · 1929 · 1930 · 1931 · 1932 · 1933 · 1934 · 1935 · 1936 · 1937 · 1938 · 1939 · 1940 · 1941 · 1942 · 1943 · 1944 · 1945 · 1946 · 1947 · 1948 · 1949 · 1950 · 1951 · 1952 · 1953 · 1954 · 1955 · 1956 · 1957 · 1958 · 1959 · 1960 · 1961 · 1962 · 1963 · 1964 · 1965 · 1966 · 1967 · 1968 · 1969 · 1970 · 1971 · 1972 · 1973 · 1974 · 1975 · 1976 · 1977 · 1978 · 1979 · 1980 · 1981 · 1982 · 1983 · 1984 · 1985 · 1986 · 1987 · 1988 · 1989 · 1990 · 1991 · 1992 · 1993 · 1994 · 1995 · 1996 · 1997 · 1998 · 1999 · 2000 · 2001 · 2002 · 2003 · 2004 · 2005 · 2006 · 2007 · 2008 · 2009 · 2010 · 2011 · 2012 · 2013 · 2014 · 2015 · 2016 · 2017 · 2018 · 2019 · 2020 · 2021 · 2022 · 2023 · 2024 · 2025
Vrouwen: 2021 · 2022 · 2023 · 2024 · 2025